# Dryotribus pedanus
Dryotribus pedanus (лат.) — ископаемый вид жесткокрылых насекомых рода Dryotribus из семейства долгоносиков (Curculionidae). Обнаружены в эоценовом доминиканском янтаре (остров Гаити, Карибский бассейн, Северная Америка).

## Описание
Жуки микроскопического размера, длина тела 1,1 мм, длина рострума 0,3 мм (он в 1,5 раза длиннее своей ширины). Скапус усика в 3,3 раза длиннее своей ширины. Тело чёрное, с мелкими полуотстоящими волосками. Членики жгутика трапециевидной формы. Пронотум и надкрылья сплюснутые. Ноги короткие. Близок к ископаемому виду Dryotribus amplioculus Davis and Engel, 2007 из доминиканского янтаря. Вид был впервые описан в 2015 году американским палеоэнтомологом Джорджем Пойнаром (George Poinar Jr; Department of Integrative Biology, Oregon State University, Корваллис, Орегон, США) и российским колеоптерологом Андреем Легаловым (Институт систематики и экологии животных СО РАН, Новосибирск, Россия) вместе с видами Ogygius obrieni, Caulophilus elongatus, C. ruidipunctus, C. camptus и другими. Название вида Dryotribus pedanus происходит от латинского слова pedanos (короткий) по признаку укороченного рострума.